# Коципинский, Антон Гиацинтович
Антон Гиацинтович Коципинский (укр. Антон Гіацинтович Коціпинський, пол. Antoni Kocipiński; 1816, Андрыхув — 14 (26) мая 1866, Киев) — польско-украинский фольклорист, издатель, композитор.

## Биография
Первые тридцать лет жизни провёл в Галиции. Сын и ученик Яцека (Гиацинта) Коципинского, органиста Львовского кафедрального собора. На протяжении десяти лет руководил оркестром австрийского гарнизона в Черновцах.
В 1845 г. обосновался в Каменце-Подольском как учитель музыки (среди его учеников был Владислав Заремба) и владелец музыкального магазина, начал собирать и записывать народные песни. В 1849 г. у Коципинского были найдены запрещённые к распространению в Российской империи стихи Юлиуша Словацкого, и он был выслан обратно в Австрию, до 1855 года жил в Вене.
В 1855 г. вновь приехал в Киев и открыл музыкальный магазин и издательство на Крещатике. Публиковал нотные издания украинских композиторов, Людвига ван Бетховена, Фридерика Шопена. Еженедельно устраивал домашние концерты с исполнением украинских и польских песен, пользовавшиеся успехом у оппозиционно настроенного студенчества.
В 1861—1862 гг. выпустил двумя изданиями (кириллицей и латиницей) сборник «Песни, думки и шумки русского народа на Подоле, Украине и в Малороссии» (укр. Пісні, думки і шумки руського народу на Поділлі, Україні і в Малоросії), содержавший обработки 100 украинских народных песен для голоса и фортепиано. Издание вызвало полемику в киевской печати и в конце концов было запрещено и конфисковано.
Композиторское наследие Коципинского включает преимущественно вокальные, хоровые и клавирные произведения, в том числе основанные на фольклорном материале, как «Ярмарка на Украине» (укр. Ярмарок на Україні) для голоса и фортепиано. Энциклопедический словарь Брокгауза и Ефрона характеризует Коципинского как «прекрасного солиста на фисгармонии».